# さいたま市立大谷場中学校
さいたま市立大谷場中学校（さいたましりつ おおやばちゅうがっこう）は、埼玉県さいたま市南区大谷場二丁目にある公立中学校。

## 沿革
- 1961年（昭和36年）4月1日 - 旧浦和市立原山中学校、岸中学校から分離、それぞれの校舎を借用し、浦和市立大谷場中学校として開校。
- 1961年（昭和36年）11月30日 - 現在地に校舎が完成し、移転。
- 1999年（平成11年）3月31日 - 校舎の全面的な改築に伴い、仮校舎へ移転。
- 2001年（平成13年）4月1日 - 新校舎が完成したことに伴い、新校舎に移転。隣接する大谷場東小学校と小・中一貫校となった。
- 2001年（平成13年）5月1日 - さいたま市発足に伴い、さいたま市立大谷場中学校に校名変更をした。

## 所在地
- さいたま市南区大谷場二丁目13番54号

## 有名な出身者
- 反町隆史 - 俳優
- 武野功雄 - 俳優
- 西川優大 - プロサッカー選手
- 土屋薫 - 女性騎手
- きたがわ翔 - 漫画家
- 前田希美 - モデル
- 森士 - アマチュア野球指導者